# Тобіас Конрад Лоттер
Тобіас Конрад Лоттер (нім. Tobias Conrad Lotter) (*1717 — †1777) — гравер та видавець мап.
Жив і працював у Аугсбурзі, Німеччина. Родинний картографічний бізнес він успадкував у 1756 році від свого тестя, Матеуса Зойтера. Лоттер видавав атласи і різноманітні листові мапи. Після смерті його справу продовжив син Матеус Альбрехт Лоттер (*1741 — †1810), який відновив та видав велику частину батькових мап.

## Карти України

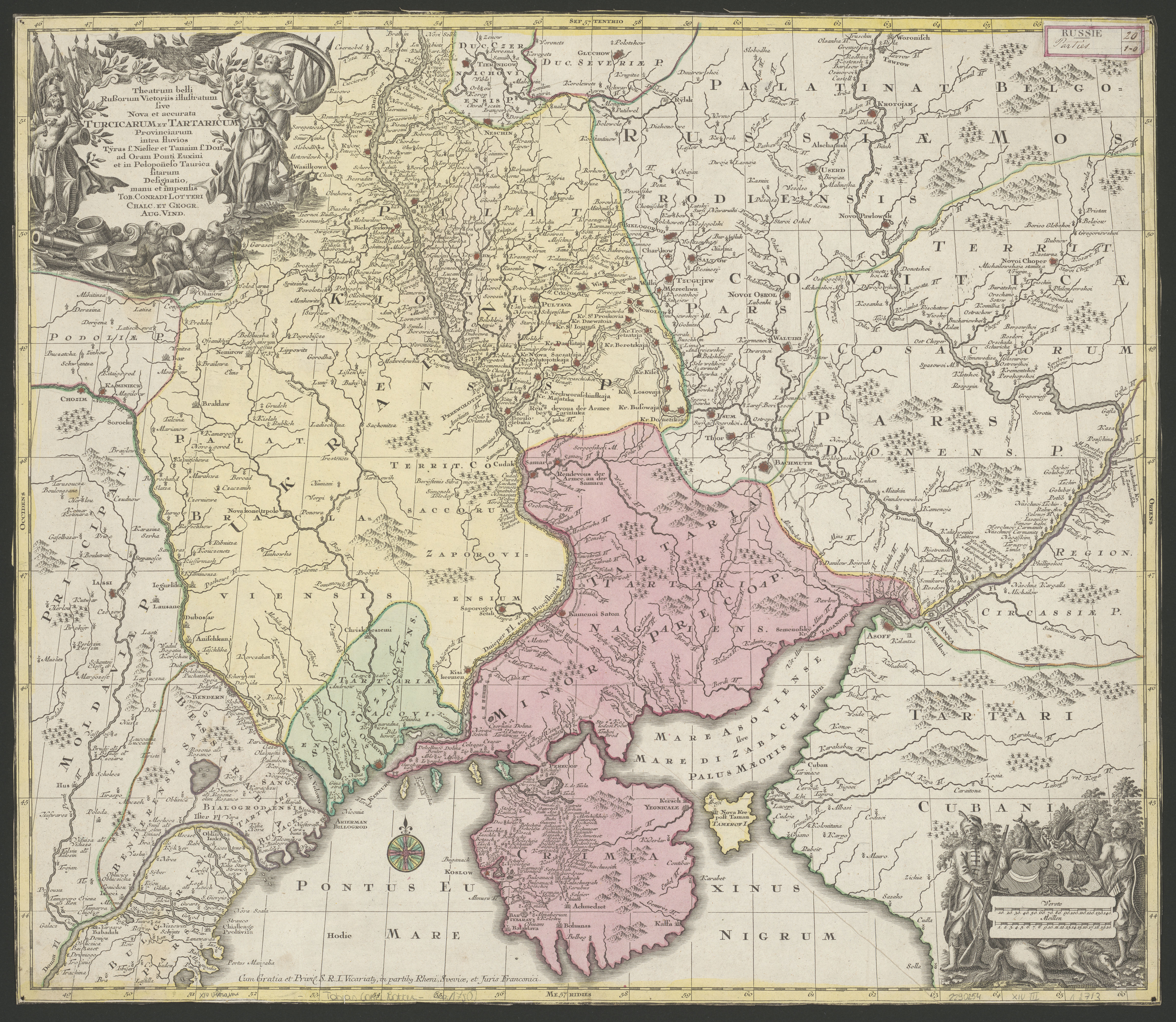
«Театр війни, проілюстрований перемогами росіян, або новий і точний опис турецьких і татарських провінцій…», Тобіас Лоттер, 1757 р.

1750 р. Карта — «MAPPA GEOGRAPHICA, EX NOVISSIMIS OBSERVATIONIBUS REPRÆSENTANS REGNUM POLONIÆ ET MAGNUM DUCATUM LITHUANIÆ. CURA ET SUMPTIBUS TOBIÆ CONRADI LOTTER. GEOGR. AUG. VINDEL» (Географічна карта Королівства Польщі й Великого князівства Литовського). Червона Русь (Russia Rubra) охоплює території Холмського, Белзького та Руського воєводств; цей підпис подано ще раз і він займає землі Волинського та Київського воєводств, охоплюючи Лівобережжя та південь Чернігівщини. Брацлавське воєводство, а також центральна частина Київського по обидва береги Дніпра, названі Україною (Ucrania). Кількома хребтами зображені Карпати. В межиріччі Південного Бугу та Дніпра позначене Дике поле та Нова Січ . На Дніпрі, нижче Кодака, лініями, що перетинають русло річки, зображені 13 Дніпровських порогів ..

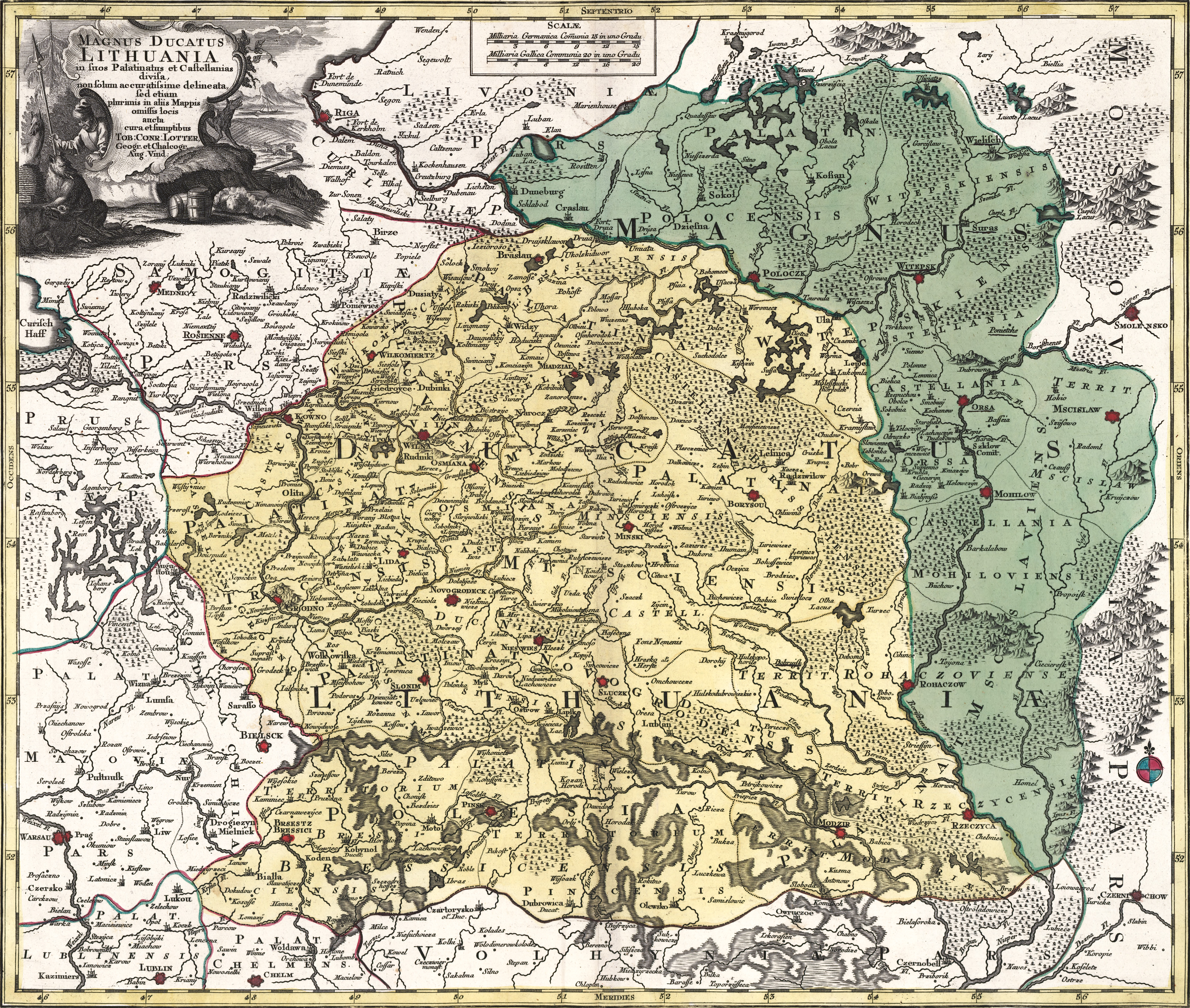
мапа Великого князівства Литовського, Тобіас Лоттер, 1770 р.

Разом зі своїм вчителем Матеусом Зойтером опублікували в 1741 р. «Atlas novus sive tabulae geographicae totius orbis» — колекція планів міст..